# Equipo de Copa Davis de la República Dominicana
El equipo dominicano de Copa Davis representa a la República Dominicana en la Copa Davis, y se colocó bajo los auspicios de la Federación Dominicana de Tenis.
El equipo participa en la competición desde 1989, y nunca ha sido parte del Grupo Mundial. Tras el equipo de la Copa Davis 2010 es relegado al Grupo II de la Zona Americana.
Su mejor participación histótica, es la actual, donde disputará la Zona I Americana.

## Plantel
| Jugador                       | Debut | Individuales | Dobles  |
| ----------------------------- | ----- | ------------ | ------- |
| Víctor Estrella               | 1998  | 33 - 13      | 18 - 18 |
| José Hernández                | 2006  | 6 - 5        | 4 - 1   |
| Roberto Cid                   | 2012  | 2 - 3        | 0 - 0   |
| Michael-Ray Pallares-González | 2004  | 1 - 0        | 0 - 0   |